# Taylor Harwood-Bellis
Taylor Jay Harwood-Bellis, född 30 januari 2002 i Stockport, är en engelsk fotbollsspelare som spelar för Southampton.

## Karriär
Den 1 februari 2021 lånades Harwood-Bellis ut av Manchester City till Championship-klubben Blackburn Rovers på ett låneavtal över resten av säsongen 2020/2021. Harwood-Bellis debuterade fem dagar senare i en 1–0-förlust mot Queens Park Rangers, där han blev inbytt i den 62:a minuten mot Ryan Nyambe.
Den 27 juni 2021 lånades Harwood-Bellis ut till belgiska Jupiler Pro League-klubben Anderlecht på ett låneavtal över säsongen 2021/2022. Den 11 januari 2022 lånades han istället ut till Stoke City på ett låneavtal över resten av säsongen. Harwood-Bellis debuterade fem dagar senare i en 2–0-vinst över Hull City.
Den 1 juli 2022 lånades Harwood-Bellis ut till Championship-klubben Burnley på ett säsongslån. Den 1 september 2023 lånades han ut till Championship-klubben Southampton på ännu ett säsongslån. Den 1 juli 2024 blev Harwood-Bellis klar för en permanent övergång till Southampton och skrev på ett fyraårskontrakt med klubben.